# Електронна конфигурация
В областта на квантовата химия и атомната физика, електронната конфигурация е термин, с помощта на който се описва електронната обвивка на атомите. Задава възможното разположение на електроните около ядрото в определени енергийни нива, както и наличието на свободни електрони, които могат да участват в химична реакция. Например, електронната конфигурация на неоновия атом е 1s2 2s2 2p6.
Електронната конфигурация описва всеки електрон като движещ се самостоятелно в орбитала, в усреднено поле, създадено от всички други орбитали. Математически конфигурацията се описва със Слейтеровите детерминанти или с конфигурационни функции на състоянието.
Според законите на квантовата механика за системи, които се състоят само от един електрон, за всяка електронна конфигурация е характерна определена енергия. При наличие на определени условия, електроните могат да преминават от едно енергийно ниво в друго, водейки до излъчване или абсорбиране на квант енергия, под формата на фотон.
Познаването на електронната конфигурация на различните атоми улеснява разбирането на структурата на периодичната система. То е важно и при описването на химичните връзки, които задържат атомите заедно. Същата идея помага при обясняването на особените свойства на лазерите и полупроводниците.

## Слоеве и подслоеве
|     | s (ℓ=0) | p (ℓ=1) | p (ℓ=1) | p (ℓ=1) |
|     | m=0     | m=0     | m=±1    | m=±1    |
|     | s       | pz      | px      | py      |
| --- | ------- | ------- | ------- | ------- |
| n=1 |         |         |         |         |
| n=2 |         |         |         |         |

Електронната конфигурация първоначално е замислена като модела на атома на Бор и е все още общоприето да се говори за слоеве и подслоеве, въпреки напредъка в проучването на електроните и тяхната квантова механика.
Електронният слой представлява съвкупността от позволените състояния, които имат едно и също главно квантово число n, и които електроните могат да заемат. n-тов слой на електрона може да побере 2n2 електрона, тоест първият слой може да съдържа два електрона, вторият − 8 електрона, третият − 18 електрона, четвъртият – 32. Коефициентът 2 е определящ, защото позволените състояния се удвояват заради спина на електрона − всяка атомна орбитала позволява най-много два електрона с противоположен спин, един със спин – +1/2 (↑) и друг със спин – -1/2 (↓).
Подслоят е съвкупност от състояния, дефинирани от общото орбитално квантово число ℓ, вътре в слоя. Стойностите на ℓ = 0, 1, 2, 3 съответстват на s, p, d и f-подслоевете (орбиталите), респективно. Например в 3d-подслоя n е равно на 3, а ℓ на 2. Максималният брой електрони, които могат да са в един подслой се определя от уравнението – 2(2ℓ+1). Това дава два електрона в s-подслоя, шест електрона в p-подслоя, десет електрона в d-подслоя и четиринадесет електрона в f-подслоя.
Броят на електроните, които могат да бъдат във всеки слой и подслой, произтича от уравненията в квантовата механика, по-специално от принципа на Паули, който гласи, че в дадена квантова система не е възможно да съществуват едновременно два електрона в атом с четири еднакви стойности на квантовите числа.

## Примери
Някои примери за електронната конфигурация на някои атоми в основно състояние на атома:
- Водород (H) – електронна конфигурация 1s1
- Хелий (He) – електронната конфигурация е 1s2
- Литий (Li) – 1s2 2s1; алтернативно [He] 2s1, където [He] е конфигурацията на завършен октет (благороден газ)
- Берилий (Be) – 1s2 2s2; алтернативно [He] 2s2

## Основно и възбудено състояние на атома
Основно състояние се нарича състоянието на атомите с минимум енергия при спазване на принципа на Паули. Ако атомите погълнат енергия, те преминават във възбудено състояние. При възбуждане на атома, електрон от състояние с по-ниска енергия преминава в състояние с по-висока. Електронната конфигурация на атом с по-висока от основната енергия се нарича електронна конфигурация на възбудено състояние:
- 6C 1s22s22p2 (основно състояние) + E → 6C* 1s22s12p3 (възбудено състояние)
  - E0< E1

Един атом може да има повече от едно възбудено състояние.
Възбуденото състояние е нестабилно. Атомите отделят енергия, и отново преминават в основно състояние. На тези електронни преходи се дължат абсорбционните и емисионните спектри на атома.